# Turniej Kwalifikacyjny Ameryki Południowej w piłce siatkowej kobiet do Letnich Igrzysk Olimpijskich 2012
Turniej Kwalifikacyjny Ameryki Południowej w piłce siatkowej kobiet do Igrzysk Olimpijskich w Londynie odbył się w São Carlos w dniach od 9 do 13 maja 2012 roku. Wzięło w nim udział 7 reprezentacji narodowych, z których awans uzyskał zwycięzca turnieju.

## System rozgrywek
- W zawodach bierze udział 7 zespołów.
- Zespoły zostały podzielone na dwie grupy, w grupach rozgrywki odbywają się systemem "każdy z każdym".
- Przy ustalaniu kolejności zespołów w tabeli decydują: punkty i liczba meczów wygranych, współczynnik punktowy (iloraz punktów zdobytych do straconych), współczynnik setowy (iloraz setów zdobytych do straconych).
- Kwalifikację olimpijską otrzyma zwycięzca meczu finałowego.

Każdy zespół mógł zgłosić 12 zawodników do Turnieju Kwalifikacyjnego. Nie ma możliwości późniejszej zmiany zgłoszonych zawodników, nawet w przypadku kontuzji któregoś z nich.

## Drużyny uczestniczące
- Brazylia
- Wenezuela
- Argentyna
- Chile
- Kolumbia
- Urugwaj
- Peru

## Rozgrywki

### Grupa A

#### Tabela
| Lp. | Drużyna  | Pkt | Mecze | Mecze | Mecze | Sety | Sety | Sety  | Małe punkty | Małe punkty | Małe punkty |
| Lp. | Drużyna  | Pkt | M     | W     | P     | wyg. | prz. | ratio | zdob.       | str.        | ratio       |
| --- | -------- | --- | ----- | ----- | ----- | ---- | ---- | ----- | ----------- | ----------- | ----------- |
| 1   | Brazylia | 6   | 2     | 2 (0) | 0 (0) | 6    | 0    | MAX   | 150         | 71          | 2.113       |
| 2   | Kolumbia | 3   | 2     | 1 (0) | 1 (0) | 3    | 3    | 1.000 | 123         | 129         | 0.953       |
| 3   | Urugwaj  | 0   | 2     | 0 (0) | 2 (0) | 0    | 6    | 0.000 | 77          | 150         | 0.513       |

#### Wyniki
| Data  | Godz. | Drużyna 1 | Wynik | Drużyna 2 | 1     | 2     | 3     | 4 | 5 | Widzów | * |
| ----- | ----- | --------- | ----- | --------- | ----- | ----- | ----- | - | - | ------ | - |
| 09.05 | 19:30 | Brazylia  | 3:0   | Urugwaj   | 25:4  | 25:12 | 25:7  |   |   | 4500   | 1 |
| 10.05 | 18.00 | Brazylia  | 3:0   | Kolumbia  | 25:11 | 25:18 | 25:19 |   |   | 4200   | 2 |
| 11.05 | 19.30 | Kolumbia  | 3:0   | Urugwaj   | 25:21 | 25:14 | 25:19 |   |   | 200    | 3 |

### Grupa B

#### Tabela
| Lp. | Drużyna   | Pkt | Mecze | Mecze | Mecze | Sety | Sety | Sety  | Małe punkty | Małe punkty | Małe punkty |
| Lp. | Drużyna   | Pkt | M     | W     | P     | wyg. | prz. | ratio | zdob.       | str.        | ratio       |
| --- | --------- | --- | ----- | ----- | ----- | ---- | ---- | ----- | ----------- | ----------- | ----------- |
| 1   | Peru      | 9   | 3     | 3 (0) | 0 (0) | 9    | 1    | 9.000 | 247         | 153         | 1.614       |
| 2   | Wenezuela | 6   | 3     | 2 (0) | 1 (0) | 7    | 4    | 1.750 | 238         | 230         | 1.035       |
| 3   | Argentyna | 3   | 3     | 1 (0) | 2 (0) | 4    | 6    | 0.667 | 213         | 195         | 1.092       |
| 3   | Chile     | 0   | 3     | 0 (0) | 3 (0) | 0    | 9    | 0.000 | 125         | 225         | 0.556       |

#### Wyniki
| Data  | Godz. | Drużyna 1 | Wynik | Drużyna 2 | 1     | 2     | 3     | 4     | 5 | Widzów | * |
| ----- | ----- | --------- | ----- | --------- | ----- | ----- | ----- | ----- | - | ------ | - |
| 09.05 | 14:30 | Peru      | 3:0   | Chile     | 25:14 | 25:11 | 25:6  |       |   | 300    | 4 |
| 09.05 | 17.00 | Argentyna | 1:3   | Wenezuela | 25:19 | 20:25 | 17:25 | 23:25 |   | 1000   | 5 |
| 10.05 | 13.00 | Peru      | 3:1   | Wenezuela | 25:15 | 25:16 | 22:25 | 25:13 |   | 100    | 6 |
| 10.05 | 15:30 | Argentyna | 3:0   | Chile     | 25:11 | 25:6  | 25:9  |       |   | 200    | 7 |
| 11.05 | 14.30 | Chile     | 0:3   | Wenezuela | 11:25 | 15:25 | 22:25 |       |   | 420    | 8 |
| 11.05 | 17.00 | Argentyna | 0:3   | Peru      | 17:25 | 15:25 | 21:25 |       |   | 120    | 9 |

### Półfinały
| Data  | Godz. | Drużyna 1 | Wynik | Drużyna 2 | 1     | 2     | 3     | 4     | 5     | Widzów | *  |
| ----- | ----- | --------- | ----- | --------- | ----- | ----- | ----- | ----- | ----- | ------ | -- |
| 12.05 | 13:30 | Peru      | 3:2   | Kolumbia  | 25:19 | 15:25 | 22:25 | 25:11 | 17:15 | 4100   | 10 |
| 12.05 | 16.00 | Brazylia  | 3:0   | Wenezuela | 25:14 | 25:15 | 25:23 |       |       | 6300   | 11 |

### Mecz o 3. miejsce
| Data  | Godz. | Drużyna 1 | Wynik | Drużyna 2 | 1     | 2     | 3     | 4     | 5     | Widzów | *  |
| ----- | ----- | --------- | ----- | --------- | ----- | ----- | ----- | ----- | ----- | ------ | -- |
| 13.05 | 16:00 | Kolumbia  | 2:3   | Wenezuela | 25:18 | 20:25 | 25:20 | 24:26 | 13:15 | 6800   | 12 |

### Finał
| Data  | Godz. | Drużyna 1 | Wynik | Drużyna 2 | 1     | 2     | 3    | 4 | 5 | Widzów | *  |
| ----- | ----- | --------- | ----- | --------- | ----- | ----- | ---- | - | - | ------ | -- |
| 13.05 | 18:30 | Peru      | 0:3   | Brazylia  | 12:25 | 16:25 | 9:25 |   |   | 8100   | 13 |

## Klasyfikacja końcowa
| Miejsce | Reprezentacja |
| ------- | ------------- |
| 1       | Brazylia      |
| 2       | Peru          |
| 3       | Wenezuela     |
| 4       | Kolumbia      |
| 5       | Argentyna     |
| 6       | Urugwaj       |
| 7       | Chile         |

### Nagrody indywidualne
| MVP            | Najlepsza punktująca | Najlepsza atakująca | Najlepsza blokująca | Najlepsza zagrywająca | Najlepsza rozgrywająca | Najlepszy przyjmująca |
| -------------- | -------------------- | ------------------- | ------------------- | --------------------- | ---------------------- | --------------------- |
| Fernanda Garay | Madelaynne Montano   | Fernanda Garay      | Thaisa Menezes      | Erika Jorajuria       | Fabíola de Sousa       | Lucia Gaido           |